# Grablje
Grablje är en ort i Bosnien och Hercegovina.   Den ligger i entiteten Federationen Bosnien och Hercegovina, i den centrala delen av landet, 50 km nordväst om huvudstaden Sarajevo. Grablje ligger 399 meter över havet och antalet invånare är 162.
Terrängen runt Grablje är huvudsakligen kuperad, men åt sydväst är den bergig. Grablje ligger nere i en dal.Runt Grablje är det ganska tätbefolkat, med 93 invånare per kvadratkilometer.. Närmaste större samhälle är Zenica, 7,2 km norr om Grablje. 
Omgivningarna runt Grablje är en mosaik av jordbruksmark och naturlig växtlighet.